# Sypniewo (województwo mazowieckie)
Sypniewo – wieś sołecka w Polsce położona w województwie mazowieckim, w powiecie makowskim, w gminie Sypniewo. Leży przy drodze wojewódzkiej nr 626.
Miejscowość jest siedzibą gminy Sypniewo. Administracyjnie na terenie wsi utworzono dwa sołectwa Sypniewo i Nowe Sypniewo 
W latach 1975–1998 miejscowość położona była w województwie ostrołęckim.
W miejscowości znajduje się kościół, który jest siedzibą parafii św. Jana Chrzciciela. W strukturze Kościoła rzymskokatolickiego parafia należy do metropolii białostockiej, diecezji łomżyńskiej, dekanatu Krasnosielc.